# 쇼메이어덤불쥐
쇼메이어덤불쥐(Pogonomelomys mayeri)는 쥐과에 속하는 설치류의 일종이다. 인도네시아 서뉴기니(서파푸아)와 파푸아뉴기니에서 발견된다.